# Карасу (Амангельдинский район)
Карасу (каз. Қарасу) — село в Амангельдинском районе Костанайской области Казахстана. Административный центр Карасуского сельского округа. Находится примерно в 16 км к северо-востоку от села Амангельды, административного центра района. Расположен на высоте 144 метров над уровнем моря. Код КАТО: 393459100.

## Население
В 1999 году численность населения села составляла 1396 человек (730 мужчин и 666 женщин). По данным переписи 2009 года, в селе проживало 1076 человек (533 мужчины и 543 женщины).